# Kuit I. od Egipta
Kuit I. je bila kraljica drevnoga Egipta kao supruga jednog faraona. Živjela je u 5. dinastiji. Najvjerojatnije je bila žena Menkauhora Kaiua. Moguće je da mu nije bila jedina supruga.
Pokopana je u mastabi D 14 u Sakari.

## Naslovi
- "Velika od hetes-žezla"
- "Ona koja gleda Horusa i Seta"
- "Kraljeva žena, njegova voljena"
- "Velika od hvale"
- "Kraljeva kćer"

Naslov kraljeve kćeri možda upućuje na to da je Kuit bila kćer kralja
Njuserre Inija, te da je upravo ženidbom s njom Menkauhor dobio pravo da vlada.

## Ime
| x | w | i | t |